# Пример (риторика)
Пример (также парадигма (греч. παράδειγμα) — грамматический пример) — понятие, рассматриваемое в риторике. 

## История
Для Квинтилиана пример является одним из дополняющих, наглядных доводов к высказыванию, либо упоминанием полезного, настоящего или якобы существующего образца убеждения того, что определено тобой одним. Правда, в отличие от доказательств, связь с предметом обсуждения должна быть установлена прежде автором или оратором.
Риторика различает три типа примеров:
- пример из современности, то есть из современного контекста;
- пример из истории и приведённый с целью сравнения[1][2];
- поэтический пример. Так, в стихотворении Фрейлиграта «Гамлет» 1844 года, начинающегося строкой Германия — это Гамлет, нерешительный Гамлет сравнивается с политической ситуацией домартовского периода Германии.